# Henri Regemeutter
Henricus (Henri) Regemeutter (Borgerhout, 5 juli 1909 - onbekend) was een Belgische atleet, die gespecialiseerd was in het hordelopen. Hij veroverde vier Belgische titels.

## Biografie
Regemeutter werd in 1935 voor het eerst Belgisch kampioen op de 200 m horden. Het jaar nadien verlengde hij zijn titel. Hij verbeterde daarbij het Belgisch record van Jules Bosmans naar 25,9 s, een record dat een kleine twee maanden later opnieuw verbeterd werd door Bosmans. Ook in 1937 en 1938 werd hij Belgisch kampioen op dit nummer. In 1939 en 1942 behaalde hij de zilveren medaille.
Op de 400 m horden behaalde Regemeutter tussen 1935 en 1943 acht opeenvolgende tweede plaatsen op de Belgische kampioenschappen.
Clubs
Regemeutter was aangesloten bij Beerschot Atletiek Club.

## Belgische kampioenschappen
| Onderdeel    | Jaar                  |
| ------------ | --------------------- |
| 200 m horden | 1935, 1936,1937, 1938 |

## Persoonlijke records
| Onderdeel    | Prestatie | Datum        | Plaats  |
| ------------ | --------- | ------------ | ------- |
| 400 m horden | 57,0 s    | 25 juli 1937 | Brussel |

## Palmares

### 200 m horden
- 1935:  BK AC - 27,1 s
- 1936:  BK AC - 25,9 s (NR)
- 1937:  BK AC - 26,3 s
- 1938:  BK AC - 26,0 s
- 1939:  BK AC - 26,6 s
- 1941:  BK AC - 27,1 s

### 400 m horden
- 1935:  BK AC - 59,1 s
- 1936:  BK AC - 57,1 s
- 1937:  BK AC - 57,0 s
- 1938:  BK AC - 58,4 s
- 1939:  BK AC - 58,2 s
- 1941:  BK AC - 58,3 s
- 1942:  BK AC - 59,5 s
- 1943:  BK AC - 57,8 s